# Récepteurs associés aux amines traces
Les récepteurs associés aux amines traces (TAAR), parfois appelés récepteurs aux amines traces (TA ou TAR), sont une classe de récepteurs couplés aux protéines G découverts en 2001,. TAAR1, le premier des six TAAR humains, est un récepteur endogène pour les traces d'amines phénéthylamine, tyramine et tryptamine. – dérivés métaboliques des acides aminés phénylalanine, tyrosine et tryptophane, respectivement – l’éphédrine, ainsi que les psychostimulants synthétiques amphétamine, méthamphétamine et MDMA,,,,,. TAAR1 des mammifères est également un récepteur pour les thyronamines, des parents décarboxylés et désiodés des hormones thyroïdiennes. Les récepteurs TAAR2–TAAR9 fonctionnent comme des récepteurs olfactifs pour les odorants aminés volatils chez les vertébrés.
L'Ulotaront fut un agoniste TAAR1 en phase 3 d'essais cliniques pour la schizophrénie et des essais antérieurs pour la psychose de la maladie de Parkinson. Le médicament a obtenu le label « Breakthrough » de la FDA américaine,,.